# کنشگران داوطلب
موسسه کنشگران داوطلب، موسسه‌ای غیرانتفاعی، غیردولتی و مستقل است که توسط جمعی از فعالان مدنی با هدف ترویج، تقویت و ارتقای جامعه مدنی، دموکراسی، حقوق بشر و صلح در جامعهٔ ایرانی تأسیس شده‌است. این مؤسسه ابتدا از سال ۱۳۸۰ با نام «کنشگران داوطلب» در ایران تأسیس و فعالیت خود را آغاز کرد که در روز ۲۳ اسفند ماه سال ۱۳۸۵ به صورت غیرقانونی توسط نیروهای امنیتی پلمپ شد و فعالیت‌های آن برای تقویت و ارتقای جامعهٔ مدنی، دموکراسی و حقوق بشر ممنوع شد. مؤسسه کنشگران داوطلب بار دیگر در سال ۱۳۹۱ توسط جمعی از اعضای خود که در سال‌های اخیر کشور را ترک کرده‌اند با درس‌گیری از فعالیت‌ها و برنامه‌های پیشین به منظور تداوم بخشیدن به برنامه تقویت جامعهٔ مدنی و دموکراتیک‌سازی جامعهٔ ایرانی و به منظور ظرفیت‌سازی و قدرت‌بخشی به جنبش حقوق مدنی-سیاسی، قدرت‌یابی شهروندان، دفاع از آزادی انجمن‌ها و تأمین حقوق شهروندان و تواناسازی محیط سیاسی و اجتماعی با سازماندهی جدید، در اروپا بنیان گذاشته شد.

## مأموریت کنشگران داوطلب
کنشگران داوطلب به عنوان یک مؤسسه مستقل، غیرانتفاعی وغیر دولتی برآن است تا از طریق:
- ارتقای دانش نظری، تولید ادبیات، ترویج و بسط اندیشه‌های مدنی، توسعه، دموکراسی و حقوق بشر در جامعه ایرانی
- تسهیلگری به منظورگذار موفقیت‌آمیز به جامعه دمکراتیک و تحکیم دموکراسی
- ظرفیت‌سازی و توانمندسازی، تعمیق و بسط جامعه مدنی، ترویج و گسترش اخلاق مدنی، فرهنگ اقدام‌های داوطلبانه و زندگی انجمنی
- گسترش وارتقای پروفشنالیسم (حرفه گرایی) و شیوه اداره مطلوب بین سازمان‌های جامعه مدنی ایرانی
- تسهیل در دسترسی، گردش و مبادله آزاد اطلاعات بین فعالان وسازمان‌های جامعه مدنی
- ایجاد فضایی مناسب برای تبادل نظرو گفتگو بین فعالان جامعه مدنی ایرانی و جامعه مدنی جهانی
- و با تأکید بر دموکراسی پایدار، حقوق بشر و توسعه، توجه به گروه‌های حاشیه نشین و به حاشیه رانده شده در عرصه اجتماع و سیاست، انعکاس صداهای مدنی برنامه‌ها و اقدامات خود ر برای بسط زندگی انجمنی در جامعه ایرانی سامان دهد.

## اصول راهنمای کنشگران داوطلب
- ترویج صلح، دموکراسی و حقوق بشر
- رعایت برابری و عدالت جنسیتی در تمامی شئون و برنامه‌های سازمانی
- رعایت استانداردها و معیارهای اخلاقی
- پذیرش تکثر، تنوع
- رعایت شاخص‌های شیوه اداره مطلوب
- پایبندی به اخلاق و رفتار مدنی
- پایبندی به روابط و مناسبات دموکراتیک در سازمان
- شفافیت در رویه ها، مقررات و منابع
- پاسخگویی به گروههای ذی‌نفع (اعضای سازمان و گروههای هدف و حامیان )
- کارایی و کارآمدی
- همکاری با دیگرسازمان‌ها و بخش‌های جامعه ضمن حفظ استفلال و توانایی نه گفتن
- مسئولیت‌پذیری در قبال تعهدات، تصمیمات و عملکرد سازمان
- مشارکت اعضا درتعیین دستورکارها، تصمیم‌گیری و اجرای آنها

## ارکان کنشگران داوطلب
ارکان کنشگران داوطلب مرکب از هیئت مدیره، مدیرعامل، واحدهای آموزش وپژوهش، مبادله دانش، ترویج و حمایتگری، داوطلبان و مالی ـ اداری است.
- هیئت مدیره متشکل از پنج عضو است. اعضای هیئت مدیره داوطلب هستند و کلیه سیاست گذاری‌های کلان و نظارت بر برنامه و فعالیت‌های مؤسسه توسط هیئت مدیره انجام می‌گیرد.
- مدیرعامل موسسه، از طرف هیئت مدیره انتخاب می گردد و مسئولیت اجرایی مؤسسه را برعهده دارد.
- واحد آموزش و پژوهش، کلیه طرح‌های آموزشی و پژوهشی از مرحله طراحی، برنامه‌ریزی تا اجرا را ساماندهی و مدیریت می‌کند.
- واحد مرکز مبادله دانش، کلیه فعالیت‌های مستندسازی، اطلاع‌رسانی، مبادله، تهیه و تدوین ادبیات جامعه مدنی، دموکراسی، حقوق بشرو صلح و برقراری گفتگوی اجتماعی بین فعالان و سازمان‌های جامعه مدنی ایرانی و جامعه مدنی جهانی را برعهده دارد.
- واحد ترویج و حمایتگری، مسئولیت کلیه طرح‌های ترویجی و حمایتگری در زمینه حقوق بشر، دموکراسی و صلح از اطلاع رسانی، حساس سازی، و بسیج افکار عمومی تا شکل دهی کمپین‌های گسترده را بر عهده دارد.
- واحد مالی-ـ اداری، کلیه فعالیت‌های مربوط به امور مالی طرح‌ها و امور مربوط به عقد قراردادها اعم از همکاران، مشاورین و داوطلبان را برعهده دارد.
- واحد داوطلبان، شامل کلیه فعالان اجتماعی ـ سیاسی می‌باشند که در طرح‌ها و برنامه‌ها با مؤسسه همکاری می‌کنند.

## سؤاستفادهٔ مالی
یکی از اختلافات هیئت مدیرهٔ موسسهٔ کنشگران داوطلب در ایران، عدم شفافیت مالی سهراب رزاقی (به عنوان مدیرعامل) مجموعه بوده است. وی از افتتاح حساب سازمانی امتناع می‌کرده و وجوه پروژه را در حساب شخصی خود نگهداری می‌کرده است. در اقدامی دیگر وی از یکی از مدیران خود خواسته بوده است که گزارشی خلاف واقع را تایید کند که پس از امتناع باعث اختلاف داخلی شده است. در نهایت مجموعه‌ای از اتفاقات مشکوک باعث قرار گرفتن نام سازمان و سهراب رزاقی در لیست سیاه برخی از سازمان‌های غیر انتفاعی بین‌المللی شده است.